# Иодид золота(I)
Иодид золота(I) — бинарное неорганическое соединение металла золота и иода, с формулой AuI. При нормальных условиях представляет собой лимонно-жёлтое твёрдое вещество, разлагается при растворении в воде. Легко восстанавливается до чистого золота.

## Получение
- Взаимодействие металлического золота с иодом при нагревании. Реакция идёт с выделением тепла:

{\displaystyle {\mathsf {2Au+I_{2}\ {\xrightarrow {100^{o}C}}\ 2AuI+60,3kJ}}}
- Реакция золота с водным раствором иода:

{\displaystyle {\mathsf {2Au+I_{2}\rightleftarrows {}2AuI}}}
- Обработка димера хлорида золота(III) или тетрабромоаурата(III) водорода c раствором иодида калия:

{\displaystyle {\mathsf {Au_{2}Cl_{6}+6KI\ {\xrightarrow {}}\ 2AuI+6KCl+2I_{2}}}}
{\displaystyle {\mathsf {H[AuBr_{4}]+3KI\ {\xrightarrow {}}\ AuI+HBr\uparrow +3KBr+I_{2}}}}
- Действие иодоводорода на оксид золота(III):

{\displaystyle {\mathsf {Au_{2}O_{3}+6HI\ {\xrightarrow {}}\ 2AuI+3H_{2}O+2I_{2}}}}

## Физические свойства
Иодид золота(I) образует лимонно-жёлтые кристаллы, разлагающееся в воде, плотностью 8,25 г/см³. При нагревании выше 177 °С вещество разлагается, не плавясь. Параметры решётки: а = 0,435, b = 0.435, с = 1,373.

## Химические свойства
- Разложение происходит согласно уравнению:

{\displaystyle {\mathsf {2AuI\ {\xrightarrow {177^{o}C}}\ 2Au+I_{2}\uparrow }}}
- Взаимодействует с йодидами щелочных металлов или йодоводородом:

{\displaystyle {\mathsf {3AuI+MeI\ {\xrightarrow {}}\ Me[AuI_{4}]+2Au}}}
{\displaystyle {\mathsf {3AuI+HI\ {\xrightarrow {}}\ H[AuI_{4}]+2Au}}}
- Нестабильный  иодид золота(III)  распадается на иодид золота(I) и иод[1][2][3]: {\displaystyle {\ce {AuI3 -> AuI + I2}}}.

- Восстанавливается оксидом серы(IV) или угарным газом до элементарного золота.
- Иодид золота(I) также реагирует с третичными фосфинами и арсинами, образуя координационные соединения. Они получаются реакцией спиртового раствора золотохлористоводородной кислоты с ними в присутствии KI. Существуют аммиакаты состава AuI · nNH3, где n = 1—4, 6,8.